# Белоусов, Аркадий Леонидович
Арка́дий Леони́дович Белоу́сов (род. 24 августа 1973, Усть-Каменогорск, Казахская ССР, СССР) — советский хоккеист, казахстанский и российский тренер. Заслуженный тренер Республики Казахстан и Российской Федерации. Член Исполкома Федерации хоккея Челябинской области.

## Биография
Родился 24 августа 1973 года в городе Усть-Каменогорске.
Хоккеем начал заниматься в 1982 году. За год прошёл путь от новичка до игрока «Торпедо», а после поехал в Томск играть за «Кедр». Рано закончил клубную карьеру из-за травмы, с 1994 года начал тренерскую карьеру.
В 1994 году начал работать детским тренером в СДЮШОР № 3 города Усть-Каменогорска. В 1997 году закончил тренерский факультет в Восточно-Казахстанском государственном университете.
С 1996 по 1998 год был ассистентом главного тренера сборной Казахстана.
В 1999 году совместно с Любовью Вафиной на базе «Торпедо» впервые в Казахстане по инициативе Федерации хоккея Казахстана создал группу детского женского хоккея в ВКО СДЮСШОР, а затем и в СДЮСШОР № 3 команду «Устинка», в которых было подготовлено немало призёров Олимпийских игр, чемпионатов мира и Универсиад — это Александра Вафина, Екатерина Смолина, Светлана Колмыкова и многие другие.
В 2005 году был приглашён в Челябинск в качестве главного тренера «Факела» и с того времени на протяжении десяти лет возглавлял развитие женского хоккея в Челябинске.
В 2008 году был вызван главным тренером женской сборной Уральского федерального округа. С 2012 по 2014 год был главным тренером женской молодёжной сборной России.
В июне 2013 года закончил Высшую школу тренеров при Уральском государственном университете физической культуры по программе «Теория и методика подготовки хоккеистов высокой классификации» с отличием и «блестящей» защитой дипломной работы по теме: «Отличительные особенности учебно-тренировочного процесса в женском хоккее».
За время работы в Челябинске подготовил 5 участниц Олимпийских игр 2010, 2014 и 2018, 5 бронзовых призёров чемпионата мира 2013 и 2016 года, 7 чемпионок и серебряных призёров Универсиад 2013, 2015 и 2017 годов, 3 чемпионок молодёжного чемпионата мира в первом дивизионе в 2011 году, 3 бронзовых призёрок молодёжного чемпионата мира 2015, 6 мастеров спорта международного класса, более 10 мастеров спорта и кандидатов в мастера спорта.
С 2016 по 2018 год был главным тренером «Динамо-Челябинск», а в 2018 году тренировал команду «Трактор-2009».
В 2019 году прилетел в Стамбул и на протяжении сезона занимал должность главного тренера в женском хоккейном клубе «Буз Адам» и был приглашён тренером-консультантом в национальную и женскую молодёжную сборную Турции.
В 2020 году вернулся в Челябинск и начал работать тренером детско-юношеской спортивной школы «УралХоккей».

## Достижения
«Факел»
- Бронзовый призёр чемпионата России: 2011

«Буз Адам»
- Чемпион Турции: 2020

ДЮСШ «УралХоккей»
- Бронзовые призёры первенства Челябинской области: 2022/23
- Бронзовые призёры турнира «Золотая шайба»: 2023

## Почётные звания и награды
- Заслуженный тренер Республики Казахстан
- Заслуженный тренер Российской Федерации
- Почётная грамота Акима Восточно-Казахстанской области
- Почётная грамота Акима города Усть-Каменогорск
- Почётная грамота Управления Спорта и Туризма Восточно-Казахстанской области
- Почётная грамота Федерации Хоккея Казахстан
- Почётная грамота Правительства Республики Казахстан